# 肖菊华
肖菊华（1966年10月—），女，汉族，湖北罗田人，中华人民共和国政治人物。华中师范大学历史系毕业，在职研究生学历。

## 生平
1988年7月参加工作。1994年7月加入中国共产党。历任武汉市青山区副区长，中共荆州市委常委、统战部部长，共青团湖北省委副书记、书记，中共湖北省委统战部副部长兼省工商联党组书记、副主席，中共湖北省委副秘书长等职。
2011年11月，当选湖北省妇联第十届主席。2013年3月，任荆门市人民政府代市长（4月正式当选）。2016年5月，任湖北省机构编制委员会办公室主任。2017年5月，任中共湖北省委组织部副部长、省人力资源和社会保障厅厅长。2019年9月，任湖北省人民政府副省长。
2022年6月21日，当选为中共湖北省委常委，同时兼任省委政法委书记。2024年11月19日不再担任湖北省委常委、政法委书记。